# Lijst van voetbalinterlands Noorwegen - Servië
Deze lijst van voetbalinterlands is een overzicht van alle officiële voetbalwedstrijden tussen de nationale teams van Noorwegen en Servië. De landen speelden tot op heden vier keer tegen elkaar. De eerste ontmoeting, een vriendschappelijke wedstrijd, werd gespeeld in Belgrado op 15 november 2006. Het laatste duel, een groepswedstrijd tijdens de UEFA Nations League 2022/23, vond plaats op 27 september 2022 in Oslo.

## Wedstrijden
| № | Plaats   | Datum             | Competitie                  | Wedstrijd          | Uitslag |
| - | -------- | ----------------- | --------------------------- | ------------------ | ------- |
| 1 | Belgrado | 15 november 2006  | Vriendschappelijk           | Servië – Noorwegen | 1 – 1   |
| 2 | Oslo     | 8 oktober 2020    | EK 2020 kwalificatie        | Noorwegen – Servië | 1 − 2   |
| 3 | Belgrado | 2 juni 2022       | UEFA Nations League 2022/23 | Servië – Noorwegen | 0 – 1   |
| 4 | Oslo     | 27 september 2022 | UEFA Nations League 2022/23 | Noorwegen − Servië | 0 − 2   |

## Samenvatting
| Competitie          | Totaal gespeeld | Winst Noorwegen | Gelijk | Winst Servië | Doelsaldo Noorwegen – Servië |
| ------------------- | --------------- | --------------- | ------ | ------------ | ---------------------------- |
| EK-kwalificatie     | 1               | 0               | 0      | 1            | 1 − 2                        |
| UEFA Nations League | 2               | 1               | 0      | 1            | 1 − 2                        |
| Vriendschappelijk   | 1               | 0               | 1      | 0            | 1 − 1                        |
| Totaal              | 4               | 1               | 1      | 2            | 3 − 5                        |

## Details

### Eerste ontmoeting
De eerste ontmoeting tussen de nationale voetbalploegen van Noorwegen en Servië vond plaats op 15 november 2006 (aanvangstijdstip 20:15 uur). Het vriendschappelijke duel, bijgewoond door 13.000 toeschouwers, werd gespeeld in het Stadion FK Crvena Zvezda in Belgrado, en stond onder leiding van scheidsrechter Giorgos Kasnaferis uit Griekenland. Bij Servië maakten drie spelers hun debuut voor de nationale ploeg: Duško Tošić (FC Sochaux-Montbéliard), Miloš Krasić (CSKA Moskou) en Boško Janković (RCD Mallorca). Voor de Noren speelden doelman Håkon Opdal (SK Brann Bergen) en middenvelder Bjørn Helge Riise (Lillestrøm SK) hun eerste wedstrijd voor de nationale A-selectie.
| Vriendschappelijk (Belgrado, Servië, 15 november 2006): |              | |
| Servië | 1 – 1        | Noorwegen |
| Nemanja Vidić 6' | goals        | 22' John Carew |
| Javier Clemente | bondscoach   | Åge Hareide |
| Vladimir Stojković Mladen Krstajić 46' Duško Tošić 68' Nemanja Vidić 46' Branislav Ivanović Aleksandar Trišović 46' Dejan Stanković 46' Nenad Kovačević Ivan Ergić Boško Janković Nikola Žigić 46' | opstellingen | Håkon Opdal John Arne Riise Frode Kippe Erik Hagen Kristofer Hæstad 64' Fredrik Strømstad 63' Anders Rambekk 62' Petter Vaagan Moen 90' Christian Grindheim 79' John Carew 79' Steffen Iversen |
| Miloš Krasić 46' Igor Duljaj 46' Ognjen Koroman 46' Ivica Dragutinović 46' Danko Lazović 46' Marjan Marković 63'                                                                                   | wissels      | 62' Ole Årst 63' Bjørn Helge Riise 64' Vidar Riseth 79' Espen Hoff 79' Erik Nevland 90' Jan Gunnar Solli                                                                                       |
| Miloš Krasić 85' | gele kaarten | 19' Frode Kippe |